# Stern Demeulenaere
Stern Demeulenaere (Roeselare, 13 maart 1965) is een Belgisch voormalig politica voor Open Vld.

## Levensloop
Ze is een dochter van Julien Demeulenaere, voormalig federaal en Vlaams volksvertegenwoordiger voor de liberale partijen PVV en VLD. Ze behaalde in 1985 een graduaat in secretariaat en moderne talen (Nederlands, Frans, Engels, Duits, Italiaans) aan het RIHO.
Stern Demeulenaere was een tijdlang directieassistente bij de bvba CORDY en stond van 1989 tot eind 2000 aan het hoofd van de orderinvoerdienst bij Mutoh Belgium, een producent van grootformaatprinters. 
Ze trad in de politieke voetsporen van zijn vader Julien en werd tevens actief voor de liberale VLD, waarvoor ze van 2001 tot 2012 gemeenteraadslid en van 2001 tot 2006 schepen van Onderwijs, Milieu, Afval, Informatie en Informatica in Ichtegem was.
Bij de derde rechtstreekse Vlaamse verkiezingen van 13 juni 2004 werd ze verkozen als Vlaams Parlementslid in de kieskring West-Vlaanderen. Ze bleef Vlaams volksvertegenwoordiger tot juni 2009 en gold als de onderwijsspecialiste van haar partij. Ze was van 2004 tot 2007 vast lid van de Commissie voor Leefmilieu en Natuur, Landbouw, Visserij en Plattelandsbeleid en Ruimtelijke Ordening en Onroerend Erfgoed. Daarnaast was ze van 2005 tot 2009 lid van de Commissie voor Buitenlands Beleid, Europese Aangelegenheden, Internationale Samenwerking en Toerisme en van 2006 tot 2009 lid van de commissie Onderwijs, Vorming, Wetenschapsbeleid en Innovatie.
In 2009 verliet ze de politiek uit onvrede met de lijstvorming voor de Vlaamse verkiezingen, waarvoor ze niet de gehoopte tweede plaats kreeg. Na de affaire-Vijnck (waarbij laatstgenoemde LDD'er een verkiesbare plaats kreeg of een kabinetsjob, aldus Demeulenaere) keerde ze Open Vld de rug toe. Hierbij kwam ze tevens in aanvaring met Bart Tommelein.
Na haar politieke loopbaan werd Demeulenaere van 2009 tot 2016 ledenwerver bij de Landsbond van Liberale Mutualiteiten. Van 2013 tot 2015 volgde ze een bacheloropleiding tot leerkracht in het middelbaar onderwijs aan het Instituut voor Volwassenonderwijs in Brugge en nadien ging ze aan de slag als leerkracht in verschillende scholen: van 2016 tot 2020 als lerares Engels, niet-confessionele zedenleer en Project Algemene Vakken in het Maritiem Instituut Mercator in Oostende, van 2020 tot 2021 als leerkracht Frans in het Centrum Leren en Werken Westhoek in Nieuwpoort, van 2021 tot 2023 als lerares Frans en Engels aan het Koninklijk Technisch Atheneum in Brugge en sinds 2023 opnieuw in het Maritiem Instituut Mercator in Oostende als leerkracht Engels, Frans en Project Algemene Vakken.
Demeulenaere is inwoner van Eernegem.